# Commander in Chief (videojuego)
Commander in Chief, también conocido como Geo-Political Simulator, es un videojuego de simulación política, el primero de una serie de cuatro entregas desarrollada por Eversim, que pone al jugador al mando de un estado de prácticamente cualquier nación que existiese el 1 de enero de 2008. Los jugadores tienen una gran cantidad de control sobre su nación, aunque éste varía dependiendo de la forma de gobierno que la nación del jugador posea. El videojuego ha sido publicado en los idiomas francés, español y ruso. La versión en inglés fue publicada el 25 de julio de 2008. El nombre de la versión en francés es Mission: Président y en España se lanzó como Yo Presidente.
En los Estados Unidos, el jugador puede asumir el rol del presidente Barack Obama. Los jugadores tendrán que tomar decisiones sobre la salud pública, gastos militares, educación pública, etc. Además recibirán información procedente de 50 organizaciones internacionales, entre las cuales podemos destacar a la OTAN, la ONU, el G8, etc.

## Sinopsis y características
Se trata de un simulador realista sobre el funcionamiento político-social del planeta. El jugador se convierte en el principal dirigente del gobierno de un país (presidente, rey, primer ministro...) y puede intervenir en todas las carteras ministeriales: Economía, Asuntos Exteriores, Medio Ambiente, Cultura...
El objetivo es mantenerse en el poder y llegarse a convertir en el estadista más célebre del siglo, salvando los diferentes obstáculos del día a día que un líder político debe hacer frente en cualquier país: epidemias, catástrofes naturales, avances científicos, crisis económicas, confrontaciones armadas, flujos migratorios... un sinfín de variables externas influyen en la vida diaria de la ciudadanía. Se puede elegir entre más de 190 países para demostrar las capacidades de liderazgo del jugador.
Cuenta con dos modos de juego:
- Individual, donde se debe cumplir con las misiones propuestas en un tiempo limitado para poder mantenerte en el poder.
- Multijugador, donde hay que luchar por la supremacía mundial entre 16 jugadores simultáneos en red local o por Internet.

## Distintas versiones
Bajo el nombre original de Mission: Président, el título vendió 30.000 copias en Francia, y estuvo en los primeros puestos en ventas de la cadena de ocio FNAC y del listado de ventas de productos interactivos GfK.
También en 2008, y con motivo de las elecciones presidenciales españolas, Planeta DeAgostini Interactive importó y adaptó el producto a la realidad española con el título de Yo Presidente, objetivo: La Moncloa.
Centrándose en las elecciones presidenciales a la Casa Blanca y la crisis mundial que afecta al capitalismo en 2009, Eversim preparó una nueva edición del juego. Planeta DeAgostini Interactive lanza el producto en España con el título de Yo Presidente, objetivo: Crisis Global. La nueva versión se basa en nuevas misiones, datos actualizados para 2009, la problemática derivada de la recesión económica y la presencia de Obama como presidente de EE. UU..
Con esta nueva versión, se solucionaron muchos problemas de rendimiento de la primera versión del juego, sobre todo para ordenadores de baja capacidad.